# Арга (Рязанская область)
Арга́ — село в Сасовском районе Рязанской области России. Входит в состав Батьковского сельского поселения.

## Географическое положение
Находится в центральной части района, в 24 км к юго-востоку от райцентра Сасово на правобережье поймы реки Цны.
Ближайший населённый пункт — посёлок Батьки в 2,5 км к северу по асфальтированной дороге.

## Природа
Климат умеренно континентальный. Арга расположена на границе зоны смешанных лесов и лесостепи, на правом коренном берегу поймы реки Цны. Высота над уровнем моря 90—102 м. Почвы преимущественно песчаные и супесчаные. Довольная высокая степень естественной залесённости территории. Из пород деревьев преобладает сосна, берёза, осина. Пашня занимает довольно маленький процент. К западной оконечности села примыкает широкая пойма Цны с многочисленными озёрами-старицами, наиболее крупные из которых — Большая Артемушка, Старый Затон, Новый Затон, Долгое.

## Население
| 1977 | 1984 | 1989 | 2002 | 2007 | 2010 | 2011 |
| ---- | ---- | ---- | ---- | ---- | ---- | ---- |
| 128  | ↗240 | ↘160 | ↘82  | ↘70  | ↘58  | ↘57  |
| 2012 | 2013 | 2014 |      |      |      |      |
| ↘55  | ↘53  | ↘51  |      |      |      |      |

## Хозяйство
В советский период существовала молочно-товарная ферма, а также выращивалось сырье для Андреевского спиртзавода, расположенного в соседнем посёлке Батьки.

## Инфраструктура
Арга соединена с остальными населёнными пунктами тупиковой асфальтированной дорогой. Объекты социальной инфраструктуры отсутствуют. Электроэнергию село получает по тупиковой ЛЭП 10 кВ, от подстанции 35/10 кВ "Вялсы".

## Транспорт
Связь с райцентром осуществляется маршрутом №111 Сасово — Арга. Автобусы малой либо средней вместимости (в зависимости от дня недели) курсируют круглогодично по данному маршруту два раза в день. Стоимость проезда до Сасово составляет 48 рублей.